# Rose and Time
Rose and Time es un juego de plataformas y puzles de la desarrolladora británica Sophie Houlden con música de Kevin MacLeod. El jugador deberá navegar por niveles 3D mientras evade versiones previas de él mismo creadas por viajes en el tiempo. Rose and Time fue lanzado en abril de 2012 para iOS y Android tras ser creado como parte del Indie Buskers Game Jam. También fue lanzado para Ouya en julio de 2013. El concepto del juego se originó en una idea de competición presentada por Scott Thomas Smith.

## Jugabilidad
El jugador controlará a Rose, una chica joven en busca de un cristal temporal, el cual ella cree que le dará la capacidad de entender el viaje en el tiempo, y rescatar a sus padres que se encuentran atrapados en un bucle temporal. Cada nivel consiste en una serie de plataformas y mecanismos flotantes por los que deberá navegar para alcanzar el cristal. Al llegar al cristal, Rose volverá en el tiempo al comienzo del nivel para descubrir que ella y el cristal se encuentran en posiciones diferentes, y deberá evitar a su yo del pasado (y su línea de visión) para alcanzar el cristal sin causar una paradoja temporal. Muchos niveles más adelante involucrarán tratar con varias versiones del jugador pasado, y usándolas para mantener pulsados botones que activarán puertas y plataformas.
Además de moverse, las únicas acciones que Rose puede realizar son cubrirse los ojos (creando puntos ciegos para sus futuros yos), y retroceder en el tiempo a un punto previo para corregir errores.

## Controversia de Ouya
En septiembre de 2013, Sophie quitó el juego de la tienda de Ouya de forma voluntaria, citando problemas con el manejo incorrecto de la controversia de «Free the Games Fund» de Ouya, y los errores variados de la compañía. La historia se difundió ampliamente en la prensa de juegos, y avivó aún más las críticas al fondo.
Un mes después, Sophie reveló que ella y otros desarrolladores habían estado hablando con la jefa de Ouya, Julie Uhrman, y que los términos del fondo habían sido cambiados como resultado. Satisfecha con la resolución, devolvió el juego a la tienda de Ouya. Sophie también expresó su arrepentimiento por publicar su entrada de blog inicial para que se volviera «una historia», y criticó a los periodistas de juegos por tergiversar el post para que «encajara con su narrativa».